# Възнесение Господне (Враца)
Възнесенска църква храм-паметник „Свети Софроний, епископ Врачански“, позната още като „Свето Възнесение Господне“ и съкратено като „Възнесение Господне“ или „Свето Възнесение“, е българска православна църква във Враца.
Храм-паметникът е построен през 1848 година. Възстановяването му е подпомогнато от епископ Агапий Врачански. Иконостасът на църквата, изпълнен в стил ампир е дело на забележителния майстор ваятел Антон Станишев от Дебър. Иконите от царския иконостасен ред са изписани от Димитър Зограф.
Църква „Свето Възнесение“ е преименувана на Възнесенска църква храм-паметник „Св. Софроний, епископ Врачански“ по повод юбилейното честване през 1989 г. на 250-годишнината от рождението на възрожденския просветител епископ Софроний Врачански, канонизиран за светец през 1964 г.